# مالیانو آلپی
مالیانو آلپی (به ایتالیایی: Magliano Alpi) یک کومونه در ایتالیا است که در استان کونیو واقع شده‌است.

## خصوصیات
مالیانو آلپی ۳۲٫۶ کیلومترمربع مساحت و ۲٬۱۴۵ نفر جمعیت دارد.